# Phygadeuon crassus
Phygadeuon crassus là một loài tò vò trong họ Ichneumonidae.